# Tetrastylis ovalis
Tetrastylis ovalis là một loài thực vật có hoa trong họ Lạc tiên. Loài này được (Vell. ex M. Roem.) Killip miêu tả khoa học đầu tiên năm 1926.